# Joaquim de Sousa Saraiva
Joaquim de Sousa Saraiva, C.M. (Olival, 23 de outubro de 1764 - Macau, 18 de fevereiro de 1818) foi um prelado português da Igreja Católica Apostólica Romana, último bispo de Pequim sob o Padroado Português.

## Biografia
Era nascido em Ribeira do Olival, em Ourém, filho de Luís Lopes de Sousa e de Maria de Sousa.
Fez seus votos solenes na Congregação da Missão em 1780 e foi ordenado padre em 22 de dezembro de 1787. Foi professor de teologia moral, filosofia e matemática, antes de ser escolhido como bispo de Pequim.
Foi escolhido para ser o Bispo-coadjutor de Pequim em 22 de março de 1804 e foi confirmado pela Santa Sé em 20 de agosto de 1804, para onde partiu e chegou em 16 de Setembro de 1804. Foi consagrado como Bispo-titular de Tipasa na Numídia em 13 de outubro de 1805, na Igreja do Seminário de São José de Macau, por Dom Manuel de São Galdino, O.F.M. Disc., arcebispo-coadjutor de Goa.
Com a morte de Dom Frei Alexandre de Gouveia, T.O.R. em 1808, sucede como bispo de Pequim, contudo, por conta das agitações políticas na China, não pode fazer sua entrada na Diocese, permanecendo em Macau. Por isso, nomeia como seu vigário-geral ao Frei José Nunes Ribeiro, então vice-presidente do Tribunal das Matemáticas da Sé.
Faleceu em Macau, em 18 de fevereiro de 1818, sem ter conseguido visitar sua Diocese, e jaz enterrado na Igreja do Seminário de São José de Macau.